# Âm xát môi-môi hữu thanh
Âm xát môi-môi hữu thanh là một phụ âm, dùng trong một số ngôn ngữ nói. Kí tự thể hiện âm này trong bảng mẫu tự ngữ âm quốc tế là ⟨β⟩, còn kí tự X-SAMPA tương ứng là B. Kí tự ⟨β⟩ là chữ cái Hy Lạp beta. Kí tự này cũng khi được dùng để thể hiện âm tiếp cận môi-môi, nhưng thường thì nó được viết ⟨β̞⟩ với dấu hạ xuống. Trên lí thuyết, âm xát môi-môi hữu thanh có thể được chuyển tự bằng ⟨ʋ̟⟩, song kí hiệu này hầu như chẳng bao giờ được sử dụng.
Rất hiếm khi một ngôn ngữ phân biệt giữa âm xát môi-môi hữu thanh và âm tiếp cận môi-môi hữu thanh. Tiếng Mapos Buang ở New Guinea là một trường hợp như vậy, nhưng âm tiếp cận môi-môi của nó đóng vai trò lấp đầy khoảng trống trong hệ thống phụ âm.
Âm xát môi-môi là một âm thiếu ổn định, có xu hướng trở thành [v].

## Đặc điểm
Đặc điểm của âm xát môi-môi hữu thanh:
- Cách phát âm là xát, nghĩa là nó được tạo ra bằng cách ép dòng khí qua một khe hẹp ở vị trí phát âm.
- Vị trí cấu âm là môi-môi, nghĩa là phải vận dụng cả môi trên và môi dưới để phát âm.

- Đây là âm hữu thanh, nghĩa là dây thanh âm rung khi phát âm.
- Vì âm này không được phát ra nhờ sự tác động của dòng khí lên lưỡi, không cần để tâm đến sự phân biệt âm giữa lưỡi-âm cạnh lưỡi.
- Đây là âm phổi, nghĩa là nó được tạo ra bởi khí chỉ do phổi và cơ hoành đẩy ra.

## Ví dụ
| Ngôn ngữ    | Ngôn ngữ         | Từ              | IPA            | Nghĩa                  | Ghi chú |
| ----------- | ---------------- | --------------- | -------------- | ---------------------- | --- |
| Akei        | Akei             | [βati]          | [βati]         | 'bốn'                  | |
| Alekano     | Alekano          | hanuva          | [hɑnɯβɑ]       | 'không có gì'          | |
| Amhara      | Amhara           | አበባ             | [aβ̞əβ̞a]        | 'bông hoa'             | Tha âm của /b/ giữa âm kêu (sonorant). |
| Angor       | Angor            | fufung          | [ɸuβuŋ]        | 'sừng'                 | |
| Anh         | Chicano          | very            | [βɛɹi]         | 'rất'                  | Có thể phát âm thành [b]. |
| Basque      | Basque           | alaba           | [alaβ̞a]        | 'con gái'              | Tha âm của /b/ |
| Bengal      | Bengal           | ভিসা              | [βisa]         | 'Visa'                 | |
| Berta       | Berta            | [βɑ̀lɑ̀ːziʔ]      | [βɑ̀lɑ̀ːziʔ]     | 'không'                | |
| Bồ Đào Nha  | Châu Âu          | sábado          | [ˈsaβɐðu]      | 'thứ Bảy'              | Tha âm của /b/. |
| Catalunya   | Catalunya        | rebost          | [rəˈβ̞ɔst]      | 'chạn bát đĩa'         | Tha âm của /b/. Chủ yếu ở phương ngữ đã hợp nhất /b/ và /v/.                                                                                |
| Dahalo      | Dahalo           | [koːβo]         | [koːβo]        | 'muốn'                 | Âm xát yếu hay âm tiếp cận. Một tha âm thường gặp của /b/ ở giữa nguyên âm.                                                                 |
| Đức         | Đức              | aber            | [ˈaːβɐ]        | 'nhưng'                | Tha âm giữa nguyên âm và trước âm cạnh lưỡi của /b/ trong lối nói thông tục.                                                                |
| Ewe         | Ewe              | Eʋe             | [èβe]          | 'Ewe'                  | Phân biệt với [v] và [w] |
| Hopi        | Hopi             | tsivot          | [tsi:βot]      | '(số) năm'             | |
| Kabyle      | Kabyle           | bri             | [βri]          | 'cắt'                  | |
| Kinyarwanda | Kinyarwanda      | abana           | [aβana]        | 'trẻ con'              | |
| Limburg     | Limburg          | wèlle           | [ˈβ̞ɛ̝lə]        | 'muốn'                 | Ví dụ lấy từ phương ngữ Maastricht. |
| Luhya       | Luhya            | Nabongo         | [naβongo]      | 'vua'                  | |
| Mapos Buang | Mapos Buang      | venġévsën       | [βə.ˈɴɛβ.t͡ʃen] | 'bài kinh'             | Tiếng Mapos Buang có cả âm xát đôi môi hữu thanh và âm tiếp cận đôi môi. Âm xát thường được chuyển tự thành {v}, còn âm tiếp cận thành {w}. |
| Mapos Buang | Mapos Buang      | wabeenġ         | [β̞a.ˈᵐbɛːɴ]    | 'một loại khoai'       | Tiếng Mapos Buang có cả âm xát đôi môi hữu thanh và âm tiếp cận đôi môi. Âm xát thường được chuyển tự thành {v}, còn âm tiếp cận thành {w}. |
| Nhật        | Nhật             | 神戸市/kōbe-shi | [ko̞ːβ̞e̞ ɕi]     | 'Kobe'                 | Tha âm của /b/ trước nguyên âm khi nói nhanh.                                                                                               |
| Occitan     | Gascon           | la-vetz         | [laβ̞ets]       | 'rồi thì'              | Tha âm của /b/ |
| Sardegna    | Logudoro         | paba            | [ˈpäːβä]ⓘ      | 'giáo hoàng'           | Tha âm của /b/ ở giữa nguyên âm, của /p/ ở đầu từ khi trước đó kết bằng nguyên âm và hai từ được đọc liền mạch.                             |
| Tây Ban Nha | Tây Ban Nha      | lava            | [ˈläβ̞ä]        | 'nhung nham'           | Tha âm của /b/. |
| Thổ Nhĩ Kì  | Thổ Nhĩ Kì       | vücut           | [βy̠ˈd͡ʒut̪]      | 'cơ thể'               | Tha âm của /v/ trước và sau nguyên âm làm tròn.                                                                                             |
| Thụy Điển   | Central Standard | aber            | [ˈɑːβ̞eɾ]       | 'vấn đề'               | Tha âm của /b/ trong lối nói thông tục. |
| Triều Tiên  | Triều Tiên       | 전화/Jeonhwa    | [ˈt͡ɕɘːnβwa̠]    | 'điện thoại'           | Tha âm của /h/. |
| Trung Quốc  | Phúc Châu        | 初八            | [t͡sœ˥˧βaiʔ˨˦]  | 'mùng tám (của tháng)' | Tha âm của /p/ và /pʰ/ ở những vị trí giữa nguyên âm nhất định.                                                                             |
| Turkmen     | Turkmen          | watan           | [βatan]        | 'đất nước'             | |
| Ukraina     | Ukraina          | вона            | [β̞oˈnɑ]        | 'cô ấy'                | Tha âm của /w/ giữa nguyên âm. Có thể thay thế với [ʋ].                                                                                     |